# Die Tribute von Panem – Mockingjay Teil 2
Die Tribute von Panem – Mockingjay Teil 2 (Originaltitel: The Hunger Games: Mockingjay – Part 2) ist ein US-amerikanisch-deutscher Science-Fiction-Film aus dem Jahr 2015, der auf dem Buch Die Tribute von Panem – Flammender Zorn von Suzanne Collins basiert. Es ist nach Die Tribute von Panem – The Hunger Games (2012), Die Tribute von Panem – Catching Fire (2013) und Die Tribute von Panem – Mockingjay Teil 1 (2014) der vierte und letzte Teil der Filmreihe. Er wurde von Lionsgate produziert, Francis Lawrence führte Regie, das Drehbuch stammt von Danny Strong. Der Film lief am 19. November 2015 in den deutschen Kinos an. Die Weltpremiere fand am 4. November 2015 in Berlin statt.

## Handlung
Nachdem Katniss von Peeta angegriffen worden ist, der vor seiner Befreiung durch die Rebellen im Kapitol psychischer Folter ausgesetzt war, muss sie am Hals behandelt werden und kann erst nach einiger Zeit ihre Stimme wieder vollständig gebrauchen. Unter Plutarch Heavensbees Anleitung wird auch Peeta behandelt. Katniss’ Schwester Prim wird für einen ersten Annäherungsversuch zu ihm geschickt, doch Peeta erleidet einen Wutanfall. Betroffen beantragt Katniss bei Präsidentin Coin, ins Kapitol geschickt zu werden, da sie sich an Snow rächen will. Doch die Präsidentin schickt sie stattdessen in den strategisch wichtigen Distrikt 2, weil die Kämpfe dort noch andauern und sie den Rebellen Hoffnung geben soll. Gale, immer noch eifersüchtig auf Peeta, begleitet sie. Als Gale und der Ingenieur Beetee Pläne einer neuen Sprengfalle diskutieren, die kurz nach einer ersten Explosion eine weitere folgen lässt, um auch eventuelle Helfer zu treffen, ist Katniss über die skrupellose Kriegstaktik entsetzt.
In Distrikt 2 erläutert die Anführerin Lyme den geplanten Angriff auf die „Nuss“, eine tief in ein Gebirge eingebaute Festung des Kapitols und dessen strategisch wichtigster Militärstützpunkt. Durch Bombardierung werden Gerölllawinen ausgelöst, wodurch die Eingänge versperrt und die Insassen der Festung im Berg eingeschlossen werden. Nur ein einziger Fluchtweg für Zivilisten und aufgebende Soldaten bleibt offen. Tatsächlich können die Gegner damit zur Kapitulation bewegt werden. Als jedoch Katniss zu Propagandazwecken eine Rede vor den Flüchtlingen halten soll, wird sie in einem Schusswechsel verletzt. Die Führungsriege im Kapitol verfolgt die Vorgänge aufmerksam, und Präsident Snow tötet den Verteidigungsminister Antonius, dem er Versagen vorwirft, mit einem vergifteten Getränk.
Nach einem weiteren Aufenthalt auf der Krankenstation darf Katniss erstmals wieder zu Peeta, der wieder Erinnerungen an sie zurückgewonnen hat, jedoch noch immer Hass für sie empfindet. Katniss’ Wunsch, an der Front kämpfen zu dürfen, wird von Präsidentin Coin abgelehnt. Während der Hochzeit von Annie Cresta und Finnick Odair entwickelt Katniss daher zusammen mit Johanna Mason den Plan, sich in einem Versorgungshovercraft an die Front zu schmuggeln. Dort wird sie schnell erkannt und mit großer Begeisterung empfangen. Coin ist über die Gehorsamsverweigerung empört, macht aber gute Miene zum bösen Spiel und nimmt Plutarchs Rat an, Katniss weiterhin für ihre Zwecke zu verwenden. Sie schickt Cressidas Kamerateam sowie Finnick, Gale und mehrere Soldaten zu ihr, und unter der Leitung von Oberst Boggs soll das neuformierte Team dem bevorstehenden Rebellenangriff folgen und dabei Propagandaspots, sogenannte Propos, drehen.
Snow beschließt, die äußeren Stadtbezirke zu evakuieren, und lässt alle Straßen durch „Kapseln“, tödliche Fallen, sichern. Dadurch soll der Kampf, den Snow live übertragen lassen will, an die Hungerspiele erinnern. Die Rebellen starten unter Führung von Commander Paylor aus Distrikt 8 ihren Angriff auf das Kapitol. Mit Hilfe von Boggs’ Holo-Karte, in der die meisten Kapseln verzeichnet sind, kann das Team den ersten tödlichen Fallen entgehen. Auf Coins Anweisung stößt Peeta dazu, der aus Sicherheitsgründen Handschellen tragen muss, in den Propos aber eingesetzt werden soll. Boggs eröffnet Katniss unter vier Augen, dass nach dem Sturz des Kapitols freie Wahlen abgehalten werden und Katniss dann eine Gefahr für Coin darstellen wird, die Präsidentin mit der Entsendung Peetas also womöglich noch andere Ziele verfolgt.
Am nächsten Tag treffen sie im Innenhof der umliegenden Gebäude auf eine im Holo nicht eingezeichnete Kapsel, und ein Teil des Teams wird getötet. Mit seinen letzten Atemzügen überträgt Boggs den Zugriff zur Holo-Karte an Katniss. Kurz darauf schließen sich durch eine weitere Kapsel die Zugänge zu dem Innenhof und er wird mit Öl geflutet. Bei der Flucht kommen zwei weitere Teammitglieder zu Tode, auch, weil Peeta sich kurzzeitig nicht mehr unter Kontrolle hat. Der Rest des Teams bringt sich unbemerkt in Sicherheit, während die beiden Leeg-Schwestern das Feuer der anrückenden Abteilung Friedenswächter auf ihren Standort ziehen, dabei wird das komplette Gebäude zerstört. Nur wenige Augenblicke später verkündet Caesar Flickerman im Kapitol-Fernsehen den Tod von Katniss und ihrem Team. Die darauf folgende Ansprache Snows unterbricht Beetee durch ein Störsignal und schaltet Präsidentin Coin dazwischen, die ganz Panem zur Revolution aufruft.
Katniss behauptet, sie solle im geheimen Auftrag von Coin ein Attentat auf Snow verüben. Der totgeglaubte Rest des Teams weicht deshalb in die Kanalisation aus, um ins Herz des Kapitols vorzudringen. Dort werden sie von Mutanten angegriffen, was Jackson, Homes, Castor und Finnick nicht überleben. Katniss, Peeta, Gale, Cressida und Pollux retten sich in den Laden der früheren Stylistin Tigris, die ihnen ein Versteck bietet. Peeta und Katniss, die sich während der Flucht gegenseitig das Leben gerettet haben, kommen sich wieder näher. Als Snow alle Einwohner des Kapitols auffordert, in den sicheren Bereich um seinen Palast zu kommen, mischen sich Katniss und Gale in die Menge. Da treffen bereits Kampftruppen der Rebellen ein, und im Durcheinander wird Gale von Friedenswächtern fortgeschleppt. Snows Palastwachen rufen die Kinder nach vorn, als ein Hovercraft mit dem Zeichen des Kapitols anfliegt und Päckchen an Fallschirmen abwirft, die explodieren, als die Kinder danach greifen. Sanitäter der Rebellen dringen zu den verletzten Kindern vor, darunter Prim. Kurz darauf folgt eine weitere Explosion, die Prim tötet und Katniss das Bewusstsein raubt.
Katniss wird auf der Krankenstation von ihrer Mutter behandelt. Haymitch erklärt ihr, dass das Kapitol sich ergeben hat und Snow gefangen genommen wurde. Effie Trinket begleitet Katniss zum Präsidentenpalast. Im Gewächshaus trifft sie auf Snow, der bei seinen Rosen eingesperrt ist. Er macht ihr klar, dass nicht er die explosiven Päckchen abwerfen ließ; er sei bereits im Begriff gewesen, zu kapitulieren. Vielmehr habe Coin, die sich auf seinen Stuhl setzen wolle, mit diesem taktischen Schachzug seine Wachen gegen ihn aufgebracht und zum Aufgeben bewogen. Katniss will von Gale wissen, ob die Sprengpäckchen von den Rebellen stammten, und da er dies nicht bestreitet, sagt sie ihm endgültig Lebewohl. Coin erklärt sich unterdessen auf unbestimmte Zeit zur Übergangspräsidentin von Panem. Mit den verbliebenen sieben ehemaligen Siegern der Hungerspiele (Peeta, Katniss, Haymitch, Annie Cresta, Beetee, Enobaria und Johanna Mason) berät sie, wie mit den gefangenen Würdenträgern des Kapitols umgegangen werden soll. Die Sieger sollen über Coins Vorschlag abstimmen, anstelle hunderter Hinrichtungen „symbolische Hungerspiele“ mit Kindern aus dem Kapitol auszurichten, um das aufgebrachte Volk zufriedenzustellen. Während Peeta strikt dagegen ist, entscheidet Katniss sich dafür; im Gegenzug verlangt sie, Snow eigenhändig töten zu dürfen.
Bei der öffentlichen Hinrichtung Snows richtet Katniss ihren Bogen im letzten Moment auf Präsidentin Coin und erschießt sie anstelle Snows. Anschließend will sie Gift nehmen, doch Peeta hindert sie daran und Soldaten bringen sie fort. Snow wird von der aufgebrachten Menschenmenge getötet. Nach kurzer Haft erhält Katniss durch Haymitch einen Brief von Plutarch Heavensbee, der ihr rät, unterzutauchen und in ein normales Leben zurückzufinden; als zukünftige Präsidentin zeichne sich Commander Paylor ab, die Katniss begnadigen werde. Haymitch und Katniss kehren ins Dorf der Sieger in Distrikt 12 zurück, wo Prims Kater Katniss an ihre tote Schwester erinnert. Eines Tages erscheint auch Peeta dort. Heavensbee ist inzwischen Berater der neu vereidigten Präsidentin, Katniss’ Mutter bildet Sanitäter aus, Gale ist neuer Polizeichef in Distrikt 2 und Annie Cresta hat Finnicks Sohn zur Welt gebracht. Am Abend gesteht Katniss Peeta erstmals ihre Liebe. Jahre später haben sie zusammen eine Familie gegründet: Peeta spielt mit ihrem Sohn auf einer Wiese, während Katniss ihre neugeborene Tochter im Arm hält.

## Produktion

### Produktionsvorbereitung

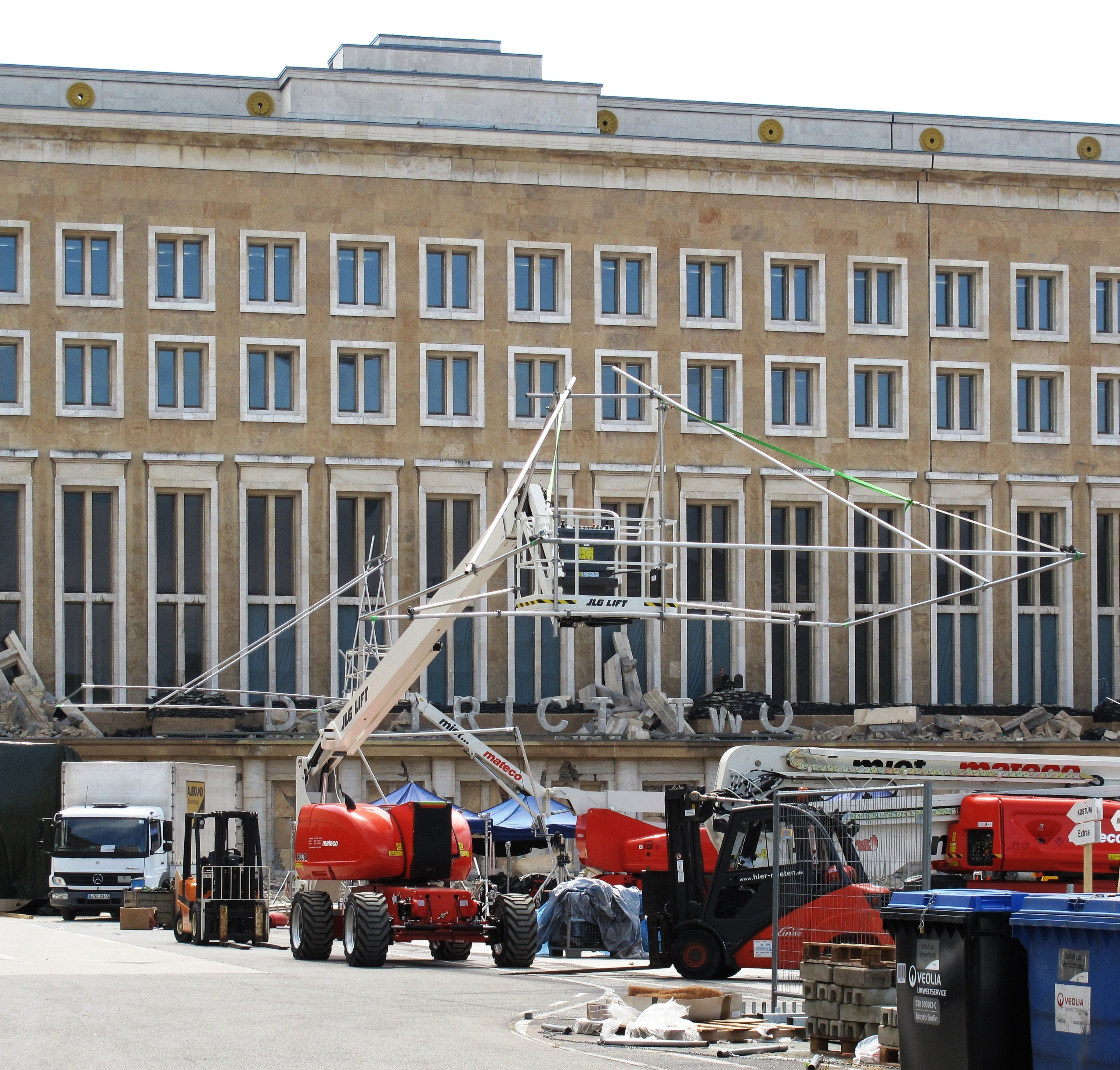
Dreharbeiten am Hauptgebäude des ehemaligen Flughafens Tempelhof (als Distrikt 2) im Mai 2014

Am 10. Juli 2012 gab Lionsgate bekannt, dass der dritte Teil des Romans in zwei Filme aufgeteilt wird, wobei der Kinostart für den ersten Teil auf den 20. November 2014 und für den zweiten Teil auf den 20. November 2015 gelegt wurde. Für den letzten Teil führt auch wieder Francis Lawrence Regie. Danny Strong schrieb für beide Teile das Drehbuch.

### Dreharbeiten
Für Mockingjay Teil 1 und 2 begannen die Dreharbeiten am 23. September 2013. Gedreht wurde unter anderem in Rockmart (Georgia) und in Deutschland, mit dem Filmstudio Babelsberg als Koproduzent. Im Mai/Juni 2014 wurde in den Kulissen des Studios Babelsberg gedreht. Weitere Drehorte befanden sich u. a. am Messegelände und auf dem ehemaligen Flughafen Tempelhof in Berlin, in einem ehemaligen Kalksteinbruch im brandenburgischen Rüdersdorf sowie in der Altstadt von Potsdam.
Weitere Szenen wurden im Les Espaces d’Abraxas, Marne-la-Vallée, Frankreich, einer postmodernen Architektur von Ricardo Bofill gedreht, die bereits im Film Brazil (1985) als Kulisse diente.
Philip Seymour Hoffman starb am 2. Februar 2014 in New York. Für eine fehlende Szene von Mockingjay Teil 2 wurde seine Rolle durch Haymitch Abernathy, gespielt von Woody Harrelson, ersetzt. Der Film ist ihm gewidmet.

## Besetzung und Synchronisation
Wie die vorherigen drei Teile wurde der Film bei der Interopa Film in Berlin synchronisiert. Erneut schrieb Frank Schaff das Dialogbuch und führte die Dialogregie.
| Schauspieler           | Rolle                     | Synchronsprecher   |
| ---------------------- | ------------------------- | ------------------ |
| Jennifer Lawrence      | Katniss Everdeen          | Maria Koschny      |
| Josh Hutcherson        | Peeta Mellark             | Amadeus Strobl     |
| Liam Hemsworth         | Gale Hawthorne            | Leonhard Mahlich   |
| Woody Harrelson        | Haymitch Abernathy        | Thomas Nero Wolff  |
| Elizabeth Banks        | Effie Trinket             | Cathlen Gawlich    |
| Sam Claflin            | Finnick Odair             | Patrick Roche      |
| Jena Malone            | Johanna Mason             | Janin Stenzel      |
| Robert Knepper         | Antonius                  | Bernd Vollbrecht   |
| Jeffrey Wright         | Beetee                    | Olaf Reichmann     |
| Philip Seymour Hoffman | Plutarch Heavensbee       | Oliver Stritzel    |
| Julianne Moore         | Präsidentin Alma Coin     | Petra Barthel      |
| Donald Sutherland      | Präsident Coriolanus Snow | Jürgen Kluckert    |
| Natalie Dormer         | Cressida                  | Marieke Oeffinger  |
| Stanley Tucci          | Caesar Flickerman         | Lutz Mackensy      |
| Willow Shields         | Primrose „Prim“ Everdeen  | Valentina Bonalana |
| Stef Dawson            | Annie Cresta              | Verena Mehnert     |
| Paula Malcomson        | Mrs. Everdeen             | Silke Matthias     |
| Mahershala Ali         | Boggs                     | Matti Klemm        |
| Gwendoline Christie    | Commander Lyme            | Angela Wiederhut   |
| Patina Miller          | Commander Paylor          | Daniela Thuar      |
| Wes Chatham            | Castor                    | Nicolai Tegeler    |
| Elden Henson           | Pollux                    | Dana Friedrich     |
| Sarita Choudhury       | Egeria                    | Martina Treger     |
| Meta Golding           | Enobaria                  | Cornelia Waibel    |
| Omid Abtahi            | Homes                     | Simon Derksen      |
| Michelle Forbes        | Jackson                   | Martina Treger     |
| Eugenie Bondurant      | Tigris Snow               | Silvia Mißbach     |
| Misty Ormiston         | Leeg 1                    | N. N.              |
| Kim Ormiston           | Leeg 2                    | N. N.              |
| Evan Ross              | Messalla                  | N. N.              |

## Soundtrack
Der Soundtrack stammt wie schon bei den vorgehenden Teilen von James Newton Howard. Dieser wurde am 23. November 2015 veröffentlicht.

## Veröffentlichung
Am 18. März 2015 wurde ein erster kurzer Teaser-Trailer veröffentlicht. Dieser zeigt das sich immer von Film zu Film verändernde Logo des Spotttölpels. Ein paar Monate später wurde der erste richtige Teaser veröffentlicht. Einen Monat später wurde ein Propagandaspot mit dem Thema „Stand With Us“ gezeigt. Der offizielle Trailer von Mockingjay – Teil 2 wurde am 23. Juli veröffentlicht. Der Film ist am 19. November 2015 in den deutschen Kinos angelaufen. Die Weltpremiere des Films wurde am 4. November 2015 in Berlin gefeiert. Aufgrund eines Rechtsstreits zwischen Ricardo Richter, der Josh Hutcherson bisher seine Stimme in der Filmreihe lieh, und der zuständigen Produktionsgesellschaft Studiocanal kam es in der deutschen Synchronfassung des Filmes zu einer Umbesetzung.
Am 21. März 2016 wurde der Film als Blu-ray, DVD und für Video On Demand veröffentlicht.

## Prequel
Im Juni 2019 wurde bekannt, dass im Mai 2020 ein neues Buch von Suzanne Collins über „Panem“ erscheinen wird. Im Oktober 2019 wurde daraufhin zunächst der englische Originaltitel des Prequel-Romans, The Ballad of Songbirds and Snakes, enthüllt.
Unter dem deutschen Titel Das Lied von Vogel und Schlange erschien das Prequel am 19. Mai 2020 im Oetinger-Verlag. Mittelpunkt der Handlung ist der spätere Präsident von Panem, Coriolanus Snow, der zu diesem Zeitpunkt jedoch erst 18 Jahre alt ist. Somit spielt die Geschichte 64 Jahre vor dem ersten Teil und legt den Fokus auf die 10. Hungerspiele, bei welchen Snow als Mentor fungiert. Das Studio Lionsgate kündigte an, das neue Material verfilmen und dabei eng mit Collins zusammenarbeiten zu wollen. Jennifer Lawrence werde hingegen durch den zeitlichen Handlungsrahmen keinen Auftritt haben. Das Lied von Vogel und Schlange kam am 17. November 2023 in die US-amerikanischen Kinos.